# Pavetta luzonica
Pavetta luzonica är en måreväxtart som beskrevs av Cornelis Eliza Bertus Bremekamp. Pavetta luzonica ingår i släktet Pavetta och familjen måreväxter. Inga underarter finns listade i Catalogue of Life.